# Огист Роден
Франсоа Огист Рене Роден (фр. François-Auguste-René Rodin; Париз, 12. новембар 1840 — Медон, 17. новембар 1917) био је француски вајар, раскошних бронзаних и мермерних статуа, ког неки критичари сматрају једним од највећих портретиста у историји вајарства. Његова Врата пакла, наручена 1880. године за будући Музеј декоративне уметности у Паризу, остала су недовршена након његове смрти, али су из њих ипак настале две Роденове најпознатије статуе: Мислилац и Пољубац. Међу Роденове најпознатије портрете се убрајају монументалне статуе француских писаца Виктора Игоа и Оноре де Балзака. Његова популарност је и даље велика, што се огледа у бројним копијама његових дела које се и даље израђују. У Паризу постоји Роденов музеј.

## Биографија
Рођен је у сиромашној породици. Са тринаест година је ушао у једну школу цртања, где је учуо цртање и моделовање у глини. Са седамнаест година је први пут покушао да положи пријемни испит за Школу лепих уметности у Паризу, али је три пута одбијен. Наредне, 1858. године, је одлучио да се посвети примењеним уметностима, декорацији и изради украса камених зидова. 
Преминуо у предграђу Париза Медону 17. новембра 1917. године.

### Формативне године
Роден је рођен 1840. године у радничкој породици у Паризу, као друго дете Мари Шефер и Жан-Батиста Родена, који је био службеник у полицији. У великој мери се самообразовао, и почео је да црта са 10 година. Између 14 и 17 година похађао је Малу школу, школу специјализовану за уметност и математику где је учио цртање и сликање. Његов учитељ цртања Орас Лекок де Бвабодран је веровао у прво развијање личности својих ученика тако да они посматрају сопственим очима и црпе из својих сећања, и Роден је изразио захвалност свом учитељу много касније у животу. У Малој школи је упознао Жула Дала и Алфонса Легроса.
Године 1857, Родин је предао глинени модел свог пратиоца Школи лепих уметности у покушају да добије улаз; он није успео, а две даље пријаве су такође одбијене. Захтеви за упис нису били посебно високи у Великој Школи, те су одбијања представљала знатне застоје. Родинова немогућност да уђе можда је била последица неокласичног укуса судија, док је Родин био школован за лаку скулптуру из 18. века. Он је напустио је Малу школу 1857. године и зарађивао за живот као занатлија и украситељ већи део наредне две деценије, производећи украсне предмете и архитектонске украсе.
Роденова сестра Марија, две године старија од њега, умрла је од перитонитиса у самостану 1862. године, а Роден је осећао кривицу јер ју је упознао са неверним просцем. Одвратио се од уметности и приступио католичком реду Конгрегације пресветог сакрамента. Свети Петар Јулијан Ејмард, оснивач и поглавар конгрегације, препознао је Роденов таленат и осетио његову неподобност за ред, те је подстакао Родина да настави са својом скулптуром. Родин се вратио да ради као декоратер док је похађао часове код вајара животиња Антуан-Луи Барија. Учитељева пажња на детаље и његова фино приказана мускулатура животиња у покрету значајно су утицали на Родена.
Године 1864, Роден је почео да живи са младом кројачицом по имену Роуз Бере (рођена јуна 1844), са којом је остао до краја живота, уз различите степен посвећености. Пар је имао сина по имену Огасте Еуген Бере (1866–1934). Те године, Роден је понудио своју прву скулптуру за изложбу и ушао у атеље Алберта-Ернста Кари-Белуза, успешног масовног произвођача уметничких предмета. Родин је радио као главни помоћник Кари-Белуза до 1870. године, дизајнирајући кровне декорације и украсе степеништа и врата. Са доласком Француско-пруског рата, Роден је позван да служи у француској националној гарди, али је његова служба била кратка због његове кратковидости. Потражња за декоратерским радом се смањила због рата, али је Родин морао да издржава своју породицу, јер му је сиромаштво представљало сталну тешкоћу све до око 30. године. Кари-Белуз га је убрзо замолио да му се придружи у Белгији, где су радили на украсима за Бриселску берзу.

## Роденово дело
Роден је извршио револуцију у скулптури коришћењем слободе форме која је до тада била непозната. Умео је да изваја и реалистичне скулптуре, попут Мислиоца, али и да представи сензуалност која је шокирала савременике, на пример, скулптура Пољубац. Трудио се да његове фигуре изражавају емоцију свим деловима тела. Сам је прокоментарисао за скулптуру Мислилац: „Оно зашто он мисли, није само у његовом мозгу, згрченом челу, раширеним ноздрвама и стиснутим уснама, већ и у сваком мишићу његових руку, леђа и ногу, у стиснутој песници и згрченим ножним прстима“.
Роден је био натуралиста, више га је интересовала емоција и карактер него монументалност. Одбацивао је идеализам и апстракцију традиција античке скулптуре, као и декоративност барокних узора. Иако се сматра творцем модерне скулптуре, он није био револуционарни противник традиције. Образовао се на париској Школи лепих уметности и годила су му признања академске јавности.
Неке од наруџбина претворио је у снажне уметничке креације. Град Кале је наручио скулптуру Грађани Калеа која је требало да опише епизоду из средњовековне прошлости града. Роден је овај задатак решио групом скулптура које су постављене на нивоу трга, а не на пиједесталу. Споменик књижевнику Оноре де Балзаку је моделовао тако да је споменик тешким огртачем сакривао тело модела, а моделовањем лица одражавао поглед у даљину и тренутак уметничког размишљања. Оба решења су се сусрела са неодобравањем наручилаца, навикнутих на традиционалне форме скулптуре.
У каснијој фази стваралаштва, Роден је створио неколико „непотпуних“ скулптура (фрагмената), као што су Човек који корача и Ирис-гласник Богова. Овим скулптурама недостаје глава или неки делови тела. У овим примерима, уметник не тежи постизању физичке сличности, већ прати сопствену уметничку идеју. Фрагменти су били инспирација за вајаре апстракције наредних генерација.
Позната је Роденова веза са уметницом Камиј Клодел. Она му је била муза и љубавница, али и вајарски модел.
Најпознатије Роденове скулптуре су: Бронзано доба, ансамбл скулптура Грађани Калеа, капија пакла, мислилац, пољубац, споменик Балзаку, Уголино и његова деца, Адам, Ева и друга дела.
Као авангардан уметник, оставио је своје скулптуре, шаблоне, чак и потпис у домен јавне употребе. За њега је то био начин да своје дело остави будућим генерацијама.
Роден је о реализму писао: Било би немогуће да било који живи модел задржи позу током читавог времена потребног да се од њега направи вајарски модел. Зато ја у својим мислима имам склоп позе и инсистирам на томе да вајарски модел одговара мом сећању живог модела. Још више од тога – и пошто је вајарски одлевак тек одраз спољашњег изгледа живог модела – ја, поред тога, репродукујем дух који је сигурно такође део природе.

## Галерија
- Бронзано доба
- Капија пакла
- Грађани Калеа
- Пољубац
- Споменик Балзаку
- Портрет госпође Фенеј
- Десна рука
- Човек који корача
- Музеј Роден, Париз, Француска